# Chionaema costifimbria
Chionaema costifimbria är en fjärilsart som beskrevs av Walker 1862. Chionaema costifimbria ingår i släktet Chionaema och familjen björnspinnare. Inga underarter finns listade i Catalogue of Life.